# Patih Galung
Patih Galung is een bestuurslaag in het regentschap Prabumulih van de provincie Zuid-Sumatra, Indonesië. Patih Galung telt 9689 inwoners (volkstelling 2010).